# ウィリアム・マクナマラ
ウィリアム・マクナマラ（William McNAMARA）は、1965年3月31日生まれのアメリカ合衆国の俳優、映画プロデューサー。本名は、ウィリアム・ウェスト・マクナマラ。愛称はビリー（Billy）。ビリー・マクナマラ名義で出演したこともある。

## 人物略歴
フォード専属のレーシングドライバーの父、インテリアデザイナーの母という両親のもとで、幼少期はニューヨークとロサンゼルスを転々して育ち、その頃から役者を志していたが、両親からの猛反対の末コネチカット州の寄宿学校に送られる。だが在学中、コネチカット州北隣にあたるマサチューセッツ州の大学都市ウィリアムズタウンにて、1954年から毎年開催されている由緒正しき演劇人育成イベントであるウィリアムズタウン・シアター・フェスティバルの舞台に立つ。その後ニューヨークのリー・ストラスバーグ研究所に入って本格的に演技を学ぶ。
コロンビア大学に一学期程出席した後、1987年に『ザ・ビート 青春の鼓動』で映画デビューした。
1988年の『君がいた夏』ではマーク・ハーモン扮する引退したプロ野球選手の少年期という重要な役柄に抜擢され、ジョディ・フォスター扮する美しい従姉ケイティに初恋をする少年を演じ、注目される。その時の役名ビリーが、現在の彼の愛称となっている。
1994年のデニス・ホッパー監督によるコメディ『逃げる天使』ではトム・ベレンジャー扮する固い性格の曹長と組み、エリカ・エレニアック扮する金髪美女でトラブルメーカーの護送囚と共に珍道中を繰り広げる下士官役に起用された。翌1995年のシガニー・ウィーバー主演のサイコ・スリラー『コピーキャット』では連続殺人鬼の模倣犯役を演じ、その役作りのため法医学精神科医のパーク・ディーツ博士と生活を共にしながらレクチャーを受ける程意欲的に取り組んだ。以降はあまり目立った活動はしておらず、1998年の『友情の翼』を最後に出演映画の日本公開も途絶え、TVムービー出演が目立つ。
『逃げる天使』と1995年の“Girl in the Cadillac”で共演したエリカ･エレニアックとは、一時婚約したことがあった。

## 主な出演作品
- ザ・ビート 青春の鼓動 (1987・未)
- 君がいた夏 (1988)
- オペラ座/血の喝采 (1988)
- ドリーム・ドリーム (1989)
- ラスト・ショー2 (1990)
- ステラ (1990)
- ジム・キャリーinロングウェイ・ホーム (1991・TV)
- ワイルドフラワー (1991・TV)
- マザー (1992・TV)
- ラジオ・インサイド (1994・未)
- 逃げる天使 (1994)
- サバイビング・ゲーム (1994)
- Girl in the Cadillac(1995・未)
- ストーリーブック　屋根裏の魔法使い (1995・未)
- コピーキャット (1995)
- クロニクル 倒錯科学研究所 (1997・TV)
- 同居人 背中の微かな笑い声 (1997・TV)※日本では劇場公開
- 13（サーティーン） (1997・未)
- ジェリー・スプリンガー ザ・ムービー/人の不幸はクセ (1998・未)
- 罠 TRAP (1998・未)
- 友情の翼 (1998)
- ベイサイド・ウエポン (1999・未)
- アウター・リミッツ(1999・TVシリーズ)
- レッド・ブラスト (2001・OV)
- ラスベガス大火災 (2001・TV)
- LAW & ORDER:性犯罪特捜班(2002・TVシリーズ)ゲスト出演
- the King of Brooklyn(2004・未)
- NYPDブルー(2005・TVシリーズ)ゲスト出演
- the lron man(2006・未)
- ビヨンド・ザ・ブレイク(2006･TVシリーズ)ゲスト出演
- the Still Life(2007・未)
- April Moon(2007・未)
- A Dance fer Bethany(2007･未)
- the Grift(2008・未)
- the Blee ding(2009・未)
- The Legend of Hell's Gate(2010・未)
- An American Conspiracy(2010・未)
- the Ascent(2010・未)
- Beyond the Farthest Star(2010･未)
- Cut! (2012・未)
- Dry (2014・未)
- Truth (2015・未)
- Last Man Club (2016・未)
- The Secrets of Emily Blair (2016・未)
- Happenstance (2017・未)
- Opus of an Angel (2018・未)
- Rottentail (2018・未)
- The 2nd (2020・未)